# V Arietis
V Arietis är en halvregelbunden variabel av SRB-typ med ovanligt spektrum i stjärnbilden Väduren.
Stjärnan varierar mellan magnitud +8,20 och 8,90 med en period av 56,38 dygn.